# Seznam prezidentů Angoly
Prezident Angoly (portugalsky Presidente de Angola je hlavou státu i předsedou vlády Angoly. Podle ústavy přijaté v roce 2010 je post předsedy vlády zrušen. Výkonná moc tak přísluší prezidentovi, který má také do určité míry zákonodárnou moc, neboť může vydávat dekrety.

## Historie
Funkce prezidenta Angoly byla vytvořena poté, co země získala nezávislost na Portugalsku, 11. listopadu 1975. Prvním prezidentem se stal Agostinho Neto poté, co jeho Lidové hnutí za osvobození Angoly (MPLA) získalo kontrolu nad zemí. Když Neto v roce 1979 zemřel, nastoupil do úřadu prezidenta José Eduardo dos Santos.
Pod vládou José Eduarda dos Santos se Angola stala zemí, ve které bylo povoleno více politických stran, i když faktická moc zůstávala v jeho rukou. Ve volbách konaných v roce 1992 dos Santos obhájil svou funkci prezidena se ziskem 49 % hlasů. Jeho protikandidát Jonas Savimbi ze strany Národního svazu za úplnou nezávislost Angoly (UNITA) však tvrdil, že byly volby zmanipulované.

## Volba prezidenta
Prezident Angoly je volen současně s národním shromážděním. Délka funkčního období je pět let. V roce 2010 bylo do ústavy přidáno omezení, že prezident Angoly smí být v úřadu pouze dvě funkční období. Každá politická strana může nominovat jednoho kandidáta na první místo kandidátky, který na ní musí být jasně vyznačen. Kdo z těchto kandidátů získá nejvíce hlasů, je zvolen prezidentem a to v souladu s ústavou z roku 2010. Tato ústava také zrušila funkci předsedy vlády a naopak zavedla funkci viceprezidenta.

## Seznam prezidentů
|                           | Jméno                               | Fotografie                | Od                        | Do                        | Politická strana          | Volby                     |
| Angolská lidová republika | Angolská lidová republika           | Angolská lidová republika | Angolská lidová republika | Angolská lidová republika | Angolská lidová republika | Angolská lidová republika |
| ------------------------- | ----------------------------------- | ------------------------- | ------------------------- | ------------------------- | ------------------------- | ------------------------- |
|                           | Agostinho Neto (1922–1979)          |                           | 11. listopadu 1975        | 10. září 1979 †           | MPLA                      |                           |
|                           | José Eduardo dos Santos (1942–2022) |                           | 21. září 1979             | 27. srpna 1992            | MPLA                      | 1979 1986                 |
|                           | Angolská republika                  |                           |                           |                           |                           |                           |
|                           | José Eduardo dos Santos (1942–2022) |                           | 27. srpna 1992            | 27. srpna 1992            | MPLA                      | 1992 2012                 |
|                           | João Lourenço (* 1928)              |                           | 27. srpna 1992            | 27. srpna 1992            | MPLA                      | 2017 2022                 |